# Трансфлективный ЖК-дисплей
Трансфлективный жидкокристаллический дисплей (монитор) — это жидкокристаллический дисплей, который как отражает свет, так и испускает его (светится самостоятельно). Термин образован от английских слов «пропускать» и «отражать» (transflective = transmissive + reflective).
При условиях яркой освещённости (например, при дневном свете) такой дисплей функционирует, в основном отражая свет, с контрастом, соответствующим освещённости. В условиях слабой освещённости или в темноте включается подсветка ЖК-дисплея.
Ключевой компонент трансфлективного ЖК-дисплея — трансфлектор — полимерная плёнка, которая отражает и пропускает свет одновременно.
Производители ЖК-дисплеев прилагают свои усилия для разработки панелей, в которых достигается максимальное соотношения эффективности встроенной подсветки и отражения внешнего света, что довольно затруднительно, поскольку чем выше степень отражения трансфлектора, тем более он задерживает свет встроенной подсветки.

## Эволюция трансфлективных дисплеев
Результат эволюционирования трансфлективных дисплеев можно показать на примере технологии SR-NLT (Super Reflective Natural Light TFT) от Nec LCD Technologies, в которой реализованы два режима работы в зависимости от внешней освещенности. Режим Transmissive Mode использует в качестве источника света встроенную подсветку. Данный режим используется в тёмных условиях. Второй режим - Reflective Mode - использует в качестве источника отражённый свет. Данный режим является энергосберегающим, что позволяет увеличить время работы портативного устройства. Возможна также комбинация режимов Reflective Mode и Transmissive Mode.
Приборы, оснащённые датчиком освещённости, могут регулировать степень подсветки ЖК-дисплея, что обеспечивает возможность комфортного считывания информации с них в широком диапазоне степеней освещённости.
Благодаря этому подобные изделия часто используются в аппаратуре для транспортных средств.
В портативных мобильных устройствах (например, сотовые телефоны, карманные компьютеры, туристические навигаторы и пр.) трансфлективный режим работы дисплея помогает сберегать запас энергии аккумуляторной батареи, так как при ярком освещении задняя подсветка дисплея не включается.

## Торговые марки
Существуют следующие торговые марки трансфлективных ЖК-дисплеев:
- Mitsubishi Electric: www.mitsubishielectric.com/semiconductors/products/tft_tech/index.html
- Nec LCD Technologies: www.nlt-technologies.co.jp/en
- Boe Hydis: Viewiz
- Motion Computing: View anywhere
- Pixel Qi